# Candidatures als Jocs Olímpics de 2020
Sis ciutats van presentar les seves candidatures per acollir els Jocs Olímpics de 2020, formalment coneguts com els Jocs de la XXXII Olimpíada. Roma, una de les sis candidatures va presentar la cancel·lació del projecte, motiu pel qual van quedar cinc candidatures actives. Després d'una avaluació tècnica de les cinc ciutats aspirants, les tres ciutats candidates van ser preseleccionades el 23 de maig de 2012, convertint-se en candidates oficials Istanbul, Madrid i Tòquio. Les ciutats aspirants que no van ser preseleccionades van ser Bakú i Doha. La decisió del COI es va donar a conèixer el 7 de setembre de 2013 després de la votació a Buenos Aires, Argentina en el marc de la 125a Sessió del COI.
La celebració de la 125a Sessió a Buenos Aires es va decidir l'11 de febrer de 2010 a la ciutat de Vancouver, Canadà, durant la 122a sessió del Comitè Olímpic Internacional amb motiu especial de la celebració dels Jocs Olímpics de Vancouver 2010. La capital argentina es va imposar per 58 a 31 vots contra la capital de Malàisia, Kuala Lumpur.

## Ciutats candidates

### Istanbul
El 31 d'agost de 2011 el primer ministre Tayyip Erdogan va anunciar que Istanbul, Turquia, seria candidata. D'aquesta forma, la ciutat turca intentaria, per cinquena vegada, ser la seu d'uns Jocs Olímpics. A l'antiga capital turca ja se li han atorgat organitzar diversos campionats mundials durant 2012-2013 com el Campionat Mundial de Natació en Piscina Curta de 2012, la Copa Mundial de Futbol Sub-20 de 2013, el Campionat Mundial d'Atletisme en Pista Coberta de 2012, el WTA Tour Championships 2011, i de l'Eurolliga 2011-12, entre d'altres. L'Estadi Olímpic Atatürk va ser inaugurat en 2004 amb el motiu de la Final de la Lliga de Campions de la UEFA 2004-05.

### Madrid
L'Ajuntament de Madrid, Espanya, va fer pública la candidatura de la ciutat als Jocs Olímpics de 2020 el 13 de juliol de 2011. Aquest serà el quart intent de la capital espanyola per aconseguir uns jocs i el tercer consecutiu. Alejandro Blanco, president del COE (Comitè Olímpic Espanyol) serà el president de la candidatura. Madrid ja compta amb el 80% de les seus ja construïdes, segons la seva candidatura anterior. El logotip de Madrid 2020, que va ser dissenyat per un estudiant de disseny gràfic, representa cinc arcs que recorden els de la Porta d'Alcalá i els cèrcols olímpics i la llegenda "m20" en el seu interior. El Príncep d'Astúries, Felip de Borbó va ser-ne el President d'Honor.

### Tòquio
Yasuhiro Nakamori, del Comitè Olímpic Japonès (JOC) va fer un anunci formal el 16 de juliol de 2011 que Tòquio (Japó), lluitaria per la seu dels Jocs Olímpics d'Estiu 2020, malgrat el devastador terratrèmol i tsunami que va afectar el Japó. Aquest va ser el segon intent consecutiu de la capital nipona. Tòquio va presentar el seu logotip el 30 de novembre de 2011.

### Aspirants que no van passar el tall

#### Bakú
El ministre de Joventut i Esports de l'Azerbaidjan va anunciar què Bakú es presentarà com a candidata per organitzar els Jocs Olímpics de 2020. Bakú està construint un estadi olímpic amb una capacitat d'aforament de 64 000 espectadors que seria inaugurat en 2015. Azerbaidjan organitzarà la Copa Mundial Femenina de Futbol Sub-17 de 2012. Al desembre de 2011, la candidatura va revelar el seu logo i el seu eslògan Junts Podem (Together we can).

#### Doha
El Comitè Olímpic de Qatar va anunciar el 26 d'agost de 2011 la seva intenció de presentar la candidatura de la seva capital, Doha, per organitzar els Jocs d'estiu de 2020. Qatar ha organitzat els Jocs Asiàtics de 2006, a més de ser-li atorgada la Copa Mundial de futbol de 2022. Doha espera complir amb el paràmetre de dates per organitzar els jocs al setembre o octubre a causa de les altes temperatures de l'estiu, ja que aquesta va ser la raó principal del rebuig de la seva candidatura per als jocs de 2016 (guanyats per Rio de Janeiro), malgrat que Doha va obtenir millor qualificació en la fase d'aspirants.

### Avaluació de les ciutats aspirants
| Criteri                               | BAK         | BAK | DOH | DOH | EST | EST | MAD | MAD | TOK | TOK |    |
| Criteri                               | Min         | Max | Min | Max | Min | Max | Min | Max | Min | Max |    |
| ------------------------------------- | ----------- | --- | --- | --- | --- | --- | --- | --- | --- | --- | -- |
| Criteri                               | Allotjament | 3.0 | 5.0 | 5.0 | 8.0 | 6.0 | 8.0 | 8.0 | 9.0 | 9.0 | 10 |
| Suport governamental i públic         | 7.0         | 9.0 | 8.0 | 9.0 | 8.0 | 9.0 | 7.0 | 9.0 | 6.0 | 9.0 |    |
| Aspectes legals, duanes i immigració  | 6.0         | 7.0 | 6.0 | 7.0 | 7.0 | 9.0 | 7.0 | 9.0 | 7.0 | 9.0 |    |
| Centre de Premsa i IBC                | 4.0         | 6.0 | 7.0 | 9.0 | 6.0 | 8.0 | 6.0 | 9.0 | 8.0 | 9.0 |    |
| Concepte de Jocs i Seus de competició | 4.0         | 7.0 | 5.0 | 8.5 | 6.0 | 8.0 | 8.0 | 9.0 | 7.0 | 9.0 |    |
| Energia                               | 4.0         | 5.5 | 7.0 | 9.0 | 6.0 | 8.0 | 8.0 | 9.0 | 5.0 | 8.0 |    |
| Experiència esportiva                 | 3.5         | 5.5 | 5.0 | 7.5 | 5.5 | 7.0 | 7.5 | 8.5 | 7.0 | 8.0 |    |
| Finances i Màrqueting                 | 4.0         | 6.0 | 8.0 | 9.0 | 6.0 | 8.0 | 5.0 | 8.0 | 7.0 | 8.0 |    |
| Medi ambient i meteorologia           | 4.0         | 7.0 | 4.0 | 6.0 | 5.0 | 7.0 | 7.5 | 9.0 | 5.5 | 8.0 |    |
| Protecció i Seguretat                 | 4.0         | 6.0 | 6.0 | 7.0 | 6.0 | 7.0 | 7.0 | 8.0 | 7.0 | 9.0 |    |
| Serveis Mèdic i Control Antidopatge   | 5.0         | 7.0 | 8.0 | 9.0 | 7.0 | 8.0 | 8.0 | 9.0 | 8.0 | 9.0 |    |
| Telecomunicacions                     | 5.0         | 7.0 | 7.0 | 8.0 | 6.0 | 8.0 | 9.0 | 9.0 | 9.0 | 9.0 |    |
| Transport                             | 4.0         | 7.0 | 6.0 | 8.0 | 5.0 | 7.0 | 8.0 | 9.0 | 8.0 | 9.0 |    |
| Vila Olímpica                         | 5.0         | 8.0 | 7.0 | 9.5 | 6.0 | 8.0 | 7.0 | 9.0 | 8.0 | 9.0 |    |
| Visió i llegat                        | -           | -   | -   | -   | -   | -   | -   | -   | -   | -   |    |

### Aspirants retirats

#### Roma
L'alcalde de Roma va proposar la candidatura de la ciutat el 5 de juliol de 2007. Després d'enfrontar a Venècia en un procés intern, el Comitè Olímpic Italià va confirmar la candidatura de Roma pels Jocs Olímpics de 2020. Però el 14 de febrer de 2012 el primer ministre italià, Mario Monti, va anunciar la seva retirada de la carrera olímpica a causa de la conjuntura econòmica que va impedir al govern poder avalar les despeses pressupostades.

## Procés de selecció
El calendari del procés de selecció de la ciutat seu va ser aprovat pel Comitè Olímpic Internacional (COI):
- 2011:

16 de maig: El Comitè Olímpic Internacional (COI) va enviar cartes d'invitació als Comitès Olímpics Nacionals (AMB) per presentar les seves ciutats candidates.
Juliol i agost: El COI va sol·licitar a les AMB enviar cartes en relació amb el compliment dels codis de l'Agència Mundial Antidopatge abans del 29 de juliol. El COI també va sol·licitar la presentació de les dates proposades si les candidates desitjaven que els jocs se celebressin fos del període normal de la COI (15 de juliol al 31 d'agost). El COI va respondre a les AMB sobre aquests punts a la fi d'agost.
1 de setembre: Data límit per presentar els noms de les ciutats interessades a la seu dels Jocs Olímpics d'Estiu 2020.
2 de setembre: El COI va confirmar haver rebut sis aspirants.
3 – 4 de novembre: El COI va celebrar un seminari d'informació per als sol·licitants.
8 de desembre: Es va celebrar el sorteig oficial dels grups.
- 2012:

15 de febrer: Es van presentar els Expedients de les ciutats i cartes de garantia davant el COI.
23 de maig: A la ciutat canadenca de Quebec, la Junta Executiva del COI va triar a les ciutats candidates oficials.
27 de juliol – 12 d'agost: Programa d'observadors dels Jocs Olímpics en els Jocs de la XXX Olimpíada celebrats a Londres.
14 – 21 de novembre: A Rio de Janeiro es va celebrar un debriefing sobre els Jocs Olímpics de 2012.
- 2013:

7 de gener: Els Expedients de candidatura són presentats.
4 – 7 de març: La Comissió d'Avaluació del COI va visitar Tòquio.
18 – 21 de març: La Comissió d'Avaluació del COI va visitar Madrid.
24 – 27 de març: La Comissió d'Avaluació del COI va visitar Istanbul.
25 de juny: Report de la Comissió de Evalución del COI.
3 – 4 de juliol: Sessió informativa de les ciutats candidates davant els membres del COI a Lausana.
7 de setembre: Elecció de la seu dels Jocs Olímpics de 2020 en la 125a Sessió del Comitè Olímpic Internacional a Buenos Aires.